# Pierre Chenal
Pierre Chenal, cuyo verdadero nombre era Pierre Cohen, fue un director de cine nacido el 5 de diciembre de 1904 en Bruselas, Bélgica que filmó películas en Francia y Argentina y que falleció el 23 de diciembre de 1990 en La Garenne-Colombes, en los alrededores de París. 
Se inició como documentalista y se destacó en el cine francés en los años 1930, principalmente con L'Alibi y Le dernier tournant, primera de las adaptaciones de la novela El cartero siempre llama dos veces de James M. Cain.
Huyó de Francia en 1942 temiendo por su vida dada su condición de judío y se radicó en Argentina, donde dirigió cuatro películas, entre ellas Todo un hombre y Se abre el abismo. Al regresar a Francia luego de finalizada la Segunda Guerra Mundial siguió filmando pero no retomó el lugar que había tenido en el cine de este país.

## Su inicio en el cine en Francia
Pierre Chenal cursó estudios en Francia con formación en ingeniería. En 1929 realizó con Jean Mitry, un amigo de la infancia, su primer cortometraje. En 1930 bajo la producción de la revista L'architecture D'ajourd'hui, filmó tres cortos donde se mostraba la nueva arquitectura francesa. Un año más tarde filmó Le Martyre de l'obèse inspirado por Colette Darfeuil que, para reavivar el amor de su marido, fingió estar enamorada de un joven obeso. Después fue La Rue sans nom con la problemática Pola Illéry.
A continuación adaptó Crimen y castigo de Fiódor Dostoyevski, con Pierre Blanchar, Harry Baur y Madeleine Ozeray, por la cual en 1935 fue nominado a la Copa Mussolini en el Festival Internacional de Cine de Venecia, y la novela contemporánea de Jack London, Les Mutinés de l'Elseneur con Jean Murat.  Le siguieron la destacada L'Homme de nulle part con Isa Miranda, Pierre Blanchar et Robert Le Vigan, una obra de Luigi Pirandello que ya había sido llevada al cine por Marcel L'Herbie; La Maison du Maltais con Viviane Romance, Marcel Dalio y Louis Jouvet, que se reencuentran en L'Alibi junto a Erich von Stroheim y Jany Holt.
Finalmente, el cineasta dirige a Fernand Gravey en Le dernier tournant, la primera de las adaptaciones fílmicas de la novela El cartero siempre llama dos veces de James M. Cain, con Michel Simon y Corinne Luchaire.
A último momento, justo antes de la invasión alemana a la zona libre de Vichy, Chenal huye de Francia para escapar a las razias antijudías que llevaban a cabo las fuerzas nazis con ayuda de los colaboracionistas. En lugar de dirigirse a Hollywood como habían hecho otros cineastas fugitivos, viaja a Buenos Aires. Llegó en julio de 1942 en el buque Cabo de Buena Esperanza, pese a que no tenía contacto alguno en Argentina y ni siquiera hablaba español.

## Viaja a Argentina
Apenas arribado, Luis Saslavsky, un director de cine argentino conocedor de la cultura francesa tan difundida entre los intelectuales y artistas del país de esa época lo visita y lo sorprende con la noticia de que todas sus películas habían sido exhibidas en un Cine-Arte de la ciudad. Es a través de su admirador que se relaciona con sus primeros productores. 
En 1986 Chenal recordaba así su viaje a Buenos Aires: 

«Yo me proponía filmar la novela Brujas, la muerta de Georges Rodenbach cuando estalló la guerra y fui puesto bajo bandera. Luego fui desmovilizado en la Costa Azul, en 1941. Un día, frente al antisemitismo nazi y al hecho de que los alemanes entraban en la zona libre, tuve la suerte de tomar el último tren que partía hacia Barcelona. Mi ex mujer, Florence, había conseguido visas para la Argentina. Pero cuando llegó a Buenos Aires no la dejaron desembarcar y la mandaron a Bolivia. Salí de Marsella en el último barco que partió hacia América. Llegué a Buenos Aires sin saber qué iba a hacer, y sin hablar castellano. No sabía si había estudios, ni siquiera si existía un cine argentino. Estaba desesperado, sin dinero y sin saber donde estaba mi mujer. Dispuesto a morir, me instalé en el Alvear Palace Hotel. Si me iba a suicidar, al menos que no fuera en un hotel miserable. A los tres días, alguien llama a la puerta: era Luis Saslavsky. Él conocía mis films y se ofreció a presentarme en Asociados… Allí estaba yo, en esa ciudad fabulosa, tan rica, en la que todo abundaba y en la que en tres días me ofrecían dirigir, mientras que en Francia todo el mundo se moría de hambre. ¡y yo que había pensado en suicidarme!».

Al mismo tiempo localizó a Florence Marly, su mujer, a través de las autoridades. Había estado gravemente enferma en Bolivia, por la altura, y cuando se reencontraron estaba muy delgada.
En su primera etapa en la Argentina de 1944 a 1946, la obra de Chenal es de una ruptura total con Europa: son cuatro películas estrictamente argentinas. Inicialmente Chenal fue contratado por Artistas Argentinos Asociados, una empresa cinematográfica que había sido creada apenas un año antes de su llegada a Buenos Aires y que aspiraba a trabajar en forma de cooperativa. La película se basaba en la novela de Miguel de Unamuno Nada menos que todo un hombre y el guion fue encargado a Homero Manzi y Ulyses Petit de Murat. La obra original era una historia de pasiones impregnada de romanticismo en la cual los guionistas encontraron diversos escollos para trasvasarla al cine. El personaje principal de la novela, a cuya caracterización como "todo un hombre" por Unamuno se refería el título, tenía una actitud ambigua respecto de la relación que su mujer mantenía con un tercero que la perseguía. 
Cuando los guionistas finalizaron su trabajo y se realizó su lectura surgió un fuerte entredicho con Chenal. El director sostenía que la película debía mostrar en forma inequívoca que la esposa se había entregado al acosador: según él la grandeza del personaje consistía en saberse engañado y perdonar. Los guionistas se oponían afirmando que el personaje era "todo un hombre" justamente porque era capaz de seguir amándola a pesar de las sospechas sobre su conducta. La discusión subió de tono, la reunión se disolvió y pareció que el proyecto tal como estaba concebido abortaba. 
Sin embargo, al día siguiente hubo nuevas reuniones y se modificó el guion. Para los guionistas eran cambios sin importancia, en tanto que el director los veía como fundamentales, con lo cual el entendimiento dejó a todos muy satisfechos. La película contó con Francisco Petrone y Amelia Bence como primeras figuras y fue un éxito. Se mantuvo ocho semanas en las salas de estreno y recibió elogios de los críticos de cine, al igual que su director y actores.
Pierre Chenal ideó el argumento de una película de suspenso, que luego se llamaría El muerto falta a la cita, y Asociados encargó el guion a dos autores. Se trataba de Sixto Pondal Ríos y Nicolás Olivari, que colaboraban en los periódicos Crítica y Noticias Gráficas y habían hecho ya obras teatrales y guiones cinematográficos alcanzando un renombre equivalente al de la dupla Manzi-Petit de Murat (este último publicaría muchos años después un ensayo titulado, justamente, Sixto Pondal Ríos).  
La película es de suspenso pero no carece de humor y trata acerca de un joven que es extorsionado a raíz de un accidente en el parece haber matado a un ciclista mientras conducía borracho. Los primeros actores fueron Guillermo Battaglia, Nélida Bilbao y Ángel Magaña. La musicalización corrió a cargo de Lucio Demare, quien eligió entre otros temas la pieza Pobre mariposa de Lionel Hampton que en ese momento estaba de moda y que el director vinculó con destreza a la película en una toma en la que se ve una mariposa estrellada contra el radiador de un automóvil.
El crítico Raimundo Calcagno (Calki) dijo de la película que «manejando la sorpresa, el misterio y el suspenso -como en Sospecha/La sospecha de Hitchcock, pero con mayor amenidad- Chenal mueve los hilos del argumento con consumada maestría. Su realización, superando al tema, es impecable»; y Domingo Di Núbila la sintetizó como «la mejor comedia policial del cine argentino hasta entonces». Cabe agregar como curiosidad que años después Juan Antonio Bardem, que había conocido El muerto falta a la cita por intermedio de Chenal, dirigiría la película Muerte de un ciclista con un argumento similar.
Posteriormente Chenal filma otras dos películas para la productora Argentina Sono Film: Se abre el abismo, considerada como su mejor película argentina, con Elsa O'Connor y Silvana Roth, y Viaje sin regreso que tiene como principales intérpretes a su esposa y a Sebastián Chiola.

## Retorno a Francia
A su retorno a Francia sus primeras obras fueron La Foire aux chimères con Madeleine Sologne  y la comedia Clochemerle con Saturnin Fabre y mingitorios públicos muy molestos, reciben una tibia acogida. Pierre Chenal vuelve entonces a Buenos Aires para hacer Sangre negra, la primera adaptación de la novela Native son del escritor estadounidense Richard Wright, quien también interpreta el rol principal.
El cineasta atraviesa entonces los Andes para filmar en la localidad balnearia de Viña del Mar El ídolo, primera película policial chilena, con su esposa, de la cual se divorcia en 1955, y Alberto Closas como protagonistas; después, Confesiones al amanecer con Lautaro Murúa. En 1956, dirige la coproducción franco-argentina Section des disparus, con Nicole Maurey en el papel de la odiosa esposa del joven Maurice Ronet.
Chenal volvió a Francia donde filmó seis películas de excelente factura: los policiales Rafles sur la ville con Marcel Mouloudji y La Bête à l'affût con Henri Vidal; una película de época, Les Nuits de Raspoutine; y una comedia, L'assassin connaît la musique... con el excelente Paul Meurisse. En 1969 dirige su último largometraje, Les Libertines, con Robert Hossein y en 1976 filma un cortometraje.
En 1985 recibió el premio especial por su trayectoria otorgado por el Festival Internazionale del Giallo e del Mistero di Católica y el 23 de diciembre de 1990 falleció en las cercanías de París.

## Filmografía
Cortometrajes
- Les petits métiers de Paris (1932).
- Pour un piano interpretado por Gilles (1932).
- Un illustre moderne (1931).
- Trois chantiers (1930).
- Bâtir (1930).
- Architecture d'aujourd'hui (1930).
- Une cité du cinéma (1929).
- Coup de dés interpretado por Edmond T. Greville (1928).
- Paris Cinéma con la asistencia de Jean Mitry (1927).

Como director
- Le hasard mène le jeu (1985).
- Les Libertines o Les belles au bois dormantes (1969). En español Las Bellas.
- L'assassin connaît la musique (1963). En inglés The Murderer Knows the Store.
- Les nuits de Raspoutine (1960). En inglés Nights of Rasputin
- La bête à l'affût (1959). En inglés Beast at Bay.
- Les jeux dangereux (1958). En inglés Dangerous Games.
- Rafles sur la ville (1958). En inglés Sinners of Paris. (Estrenada en Argentina como Redadas en la ciudad)
- Sección desaparecidos (1956). En francés Section des disparus.
- Confesiones al amanecer (1954). En inglés Confession at Dawn.
- El ídolo (1952).
- Sangre negra (1951). En inglés Native Son.
- Clochemerle (1948) según la obra de Gabriel Chevallier. En inglés Scandals of Clochemerle.
- La foire aux chimères (1946). En inglés Devil and the Angel.
- Viaje sin regreso (1946).
- El muerto falta a la cita (1944). En inglés The Corpse Breaks a Date
- Se abre el abismo (1944).
- Todo un hombre (1943). En inglés A Real Man.
- Le dernier tournant (1939). En inglés The Last Turn.
- La Maison du Maltais (1938). En inglés Sirocco.
- L'Affaire Lafarge (1938). En inglés The Lafarge Case.
- L'Alibi (1937).
- L' homme de nulle part (1937). En inglés Feu Mathias Pascal.
- Les Mutinés de l'Elseneur (1936)
- Crime et châtiment (1935). En inglés Crime and Punishment.
- La rue sans nom (1934). En inglés Street Without a Name.
- Le martyre de l'obèse (1933). En inglés Fat Man's Worries.

Como guionista.
- Le hasard mène le jeu (1985).
- Les Libertines o Les belles au bois dormantes (como Dave Young) (1969). En español Las Bellas.
- La bête à l'affût (1959). En inglés Beast at Bay.
- Les jeux dangereux (1958). En inglés Dangerous Games.
- Rafles sur la ville (1958). En inglés Sinners of Paris.
- Sección desaparecidos (1956). En francés Section des disparus.
- Sangre negra (1951). En inglés Native Son.
- L' homme de nulle part (1937). En inglés Feu Mathias Pascal.
- Crime et châtiment (1935). En inglés Crime and Punishment.
- La rue sans nom (1934). En inglés Street Without a Name.

Como escritor
- L'assassin connaît la musique (1963). En inglés The Murderer Knows the Store.
- El muerto falta a la cita (1944). En inglés The Corpse Breaks a Date